# Přehled veřejně přístupných účelových komunikací, stezek a pěšin
Přehled veřejně přístupných účelových komunikací, stezek a pěšin musí být v České republice podle zákona o ochraně přírody a krajiny veden každou obcí prostřednictvím obecního úřadu. Většina obcí tuto povinnost neplní.

## Právní rámec
Ustanovení o veřejně přístupných účelových komunikacích, stezkách a pěšinách jsou obsažena v části šesté zákona České národní rady č. 114/1992 Sb., o ochraně přírody a krajiny, účinného od 1. června 1992, v kontextu ustanovení o veřejné přistupnosti krajiny. § 63 odst. 1 tohoto zákona stanoví, že veřejně přístupné účelové komunikace, stezky a pěšiny mimo zastavěné území není dovoleno zřizovat nebo rušit bez souhlasu příslušného orgánu ochrany přírody. Zákon nereflektuje, že pěšiny či stezky mohou vznikat i jiným způsobem než zřizováním a mohou zanikat i jiným způsobem než rušením. Souhlas ke zřizování nebo rušení veřejně přístupných účelových komunikací, stezek a pěšin mimo zastavěné území obcí vydávají podle § 63 odst. 1 zákona č. 114/1992 Sb. pověřené obecní úřady, s výjimkou území národních parků, chráněných krajinných oblastí, národních přírodních rezervací, přírodních rezervací, národních přírodních památek, přírodních památek a jejich ochranných pásem. V odstavci 5 je vyloučena odpovědnost vlastníků pozemků za škody vzniklé na zde jiným osobám působením přírodních sil nebo vlastním zaviněním.  
V § 63 odst. 1 zákon č. 114/1992 Sb. stanoví, že obce vedou přehled o veřejně přístupných účelových komunikacích, stezkách a pěšinách v obvodu své územní působnosti, avšak v této větě již neuvádí, že by se tato povinnost týkala pouze míst mimo zastavěné území jako bezprostředně předcházející zákaz zřizovat nebo rušit veřejně přístupné účelové komunikace, stezky a pěšiny mimo zastavěné území bez souhlasu orgánu ochrany přírody. Ve zmocňovacím ustanovení v § 76 je povinnost vést tento přehled svěřena obecním úřadům, přičemž toto ustanovení z povinnosti vyjímá území národních parků a jejich ochranných pásem.
Zákon nestanoví podobu, rozsah ani náležitosti tohoto přehledu ani neupravuje specificky způsob jeho zveřejnění či zpřístupnění. Nestanoví ani žádné sankce za nesplnění povinnosti vést tento přehled. Zákon nezajišťuje návaznost této evidence na evidenci pozemních komunikací podle zákona o pozemních komunikacích, na jednotnou digitální technickou mapu ani na národní geoportál.
Slovenské zákony o ochraně přírody a krajiny 287/1994 Zb. a 543/2002 Zb. v ustanoveních upravujících veřejnou přístupnost krajiny žádná obdobná ustanovení ohledně stezek a pěšin neobsahují.

## Judikatura
V roce 2016 Nejvyšší správní soud konstatoval, že požadavek na změnu údaje v této evidenci je pouhým podnětem k provedení opravy postupem podle § 156 odst. 1 správního řádu z roku 2004, tedy nejde o správní řízení. Soudní ochrana vlastníka proti zařazení jeho pozemku do evidence veřejně přístupných účelových komunikací, stezek a pěšin podle zákona č. 114/1992 Sb., o ochraně přírody a krajiny je garantována primárně žalobou proti rozhodnutí silničního správního úřadu ve věci deklarace (ne)existence (veřejně přístupné) účelové komunikace v řízení podle § 142 správního řádu z roku 2004, a teprve subsidiárně žalobou na ochranu proti nezákonnému zásahu, jestliže obec vydané deklaratorní rozhodnutí nerespektuje, popř. nepřichází-li v daném případě podání návrhu podle § 142 citovaného zákona v úvahu.

## Vymezení pojmů
Pojem stezky ani pojem pěšiny není v zákoně definován ani není vymezen vztah těchto pojmů k pojmu pozemní komunikace. 
Přehled pro městskou část Praha 10 tyto pojmy definuje takto:
- stezka je širší zpevněná nebo nezpevněná cesta průchozí pro dvoustopé vozidlo. Pokud je zpevněna (asfalt, dláždění, panely, štěrk), je to specifikováno v popisu dané stezky.
- pěšina je užší cesta, průchozí pro jednostopé vozidlo, jízdní kolo nebo pro pěšího návštěvníka, je obvykle nezpevněná.

## Stav evidence
V praxi povinnost evidence vesměs není naplňována a většina obcí tento přehled nevede, patrně i z důvodu, že o této povinnosti není příliš velké veřejné povědomí a v zákoně nejsou stanoveny žádné sankce při jejím neplnění.
Regionální politik TOP09 Jan Drahozal na stranickém webu v srpnu 2012 konstatoval, že obce zcela nedostatečně evidují veřejně přístupné účelové komunikace, stezky a pěšiny a tím pádem se hůře prokazuje uzavírání či rušení těchto cest. Navrhoval nedodržování zákona řešit prostřednictvím Výboru zemědělství a životního prostředí krajského zastupitelstva a prostřednictvím Odboru životního prostředí a zemědělství (blíže neurčeného úřadu). Snižování volné prostupnosti krajiny označil za problém ekologický, bezpečnostní, ale i za zásah do samotné podstaty práv člověka.
Obce, které tento přehled vedou, jej pojímají buď jako odrážkový seznam či tabulku nebo ve formě zákresu do mapy nebo kombinaci obou způsobů. Některé obce evidovaným cestám dávají pořadová či evidenční čísla, jiné nikoliv.